# Foodpanda
Foodpanda — мобільна платформа для доставки їжі, головний офіс якої знаходиться в Берліні, Німеччина.
Сервіс відправляє замовлення до ресторанів-партнерів, які доставляють їх клієнтам. Користувачі можуть зробити замовлення, ввівши поштовий індекс і вибравши страви зі списку ресторанів.

## Історія
Компанію створено в березні 2012 в Сінгапурі, до кінця 2012 року вона почала роботу в 16 країнах. В лютому 2013 кількість країн збільшилася до 23.

## Інвестиції
Перші інвестиції Foodpanda отримала від Rocket Internet 2012 року. У квітні 2013 ще $20 млн були отримані від Investment AB Kinnevik, Phenomen Ventures та Rocket Internet. У вересні 2013 року iMENA Holdings інвестувала $8 млн. У лютому 2014 року було отримано $20 млн, а в серпні — 60 млн. У березні 2015 року Rocket Internet AG в партнерстві з іншими інвесторами вклав $110 млн, згодом — Goldman Sachs вклали $110 млн.

## Бренди
Foodpanda складається з кількох брендів, які переважно використовуються в Азії та Східній Європі. На Середньому Сході компанія представлена під брендом Hellofood. В інших країнах Foodpanda функціонує під такими брендами: Delivery Club в Росії, EatOye в Пакистані, 24h в ОАЕ, NetPincer в Угорщині, Donesi.com в Сербії, Боснії і Герцеговині, Чорногорії, Pauza в Хорватії, Room Service в Малайзії та Сінгапурі, City Delivery на Філіппінах, Food by Phone в Таїланді, Koziness and Dial-A-Dinner в Гонконзі.

## Фінансові показники
За 2012—2015 оборот компанії збільшився втричі, виручка виросла в 9 разів до 13,4 млн євро. EBITDA мала від'ємне значення і на початку 2015 року склала 46 млн євро.